# Боргар (Ен)
Боргар (фр. Beauregard) је насељено место у Француској у региону Рона-Алпи, у департману Ен (Рона-Алпи).
По подацима из 2011. године у општини је живело 867 становника, а густина насељености је износила 922,34 становника/km².

## Демографија
| 1962. | 1968. | 1975. | 1982. | 1990. | 2011. |
| ----- | ----- | ----- | ----- | ----- | ----- |
| 514   | 584   | 531   | 666   | 868   | 867   |